# Liste der Autorenbeteiligungen und Produktionen von José Alvarez-Brill
Dies ist eine Übersicht über die Autorenbeteiligungen und Musikproduktionen des deutschen Musikers José Alvarez-Brill. Zu berücksichtigen ist, dass Hitmedleys, Remixe, Liveaufnahmen oder Neuaufnahmen des gleichen Interpreten nicht aufgeführt werden. Ebenso werden aus Gründen der besseren Übersicht lediglich nennenswerte Coverversionen aufgeführt. Tätigkeiten als Komponist und/oder Liedtexter sind in der folgenden Tabelle unter der Spalte „Autor“ zusammengefasst worden. Für eine Übersicht aller Charterfolge siehe José Alvarez-Brill/Diskografie.

## ()
| Jahr | Titel                           | Interpret | Autor                       | Produzent |
| ---- | ------------------------------- | --------- | --------------------------- | --------- |
| 1994 | (Don’t Tell Me All Your) Dreams | Exit      | Grünes Häkchensymbol für ja |           |

## A
| Jahr | Titel                              | Interpret                   | Autor                       | Produzent                   |
| ---- | ---------------------------------- | --------------------------- | --------------------------- | --------------------------- |
| 1996 | A Broken Whisper                   | Wolfsheim                   |                             | Grünes Häkchensymbol für ja |
| 1997 | A donte estas                      | Matanza                     | Grünes Häkchensymbol für ja | Grünes Häkchensymbol für ja |
| 2008 | Alleinesein                        | Peter Heppner               | Grünes Häkchensymbol für ja | Grünes Häkchensymbol für ja |
| 1996 | A Million Miles                    | Wolfsheim                   |                             | Grünes Häkchensymbol für ja |
| 2012 | Am Grunde                          | Stahlmann                   |                             | Grünes Häkchensymbol für ja |
| 2008 | Am Meer                            | Bernstein                   |                             | Grünes Häkchensymbol für ja |
| 2012 | Am Meer                            | StrawbellyCake              |                             | Grünes Häkchensymbol für ja |
| 1996 | A New Starsystem Has Been Explored | Wolfsheim feat. Heike Nebel |                             | Grünes Häkchensymbol für ja |
| 1997 | Angel One                          | Beborn Beton                |                             | Grünes Häkchensymbol für ja |
| 2003 | And I …                            | Wolfsheim                   |                             | Grünes Häkchensymbol für ja |
| 2004 | Answer                             | Xandria                     |                             | Grünes Häkchensymbol für ja |
| 1996 | Anyway                             | Wolfsheim                   |                             | Grünes Häkchensymbol für ja |
| 2001 | Armageddon                         | Unheilig                    |                             | Grünes Häkchensymbol für ja |
| 1996 | Ambush                             | Beborn Beton                |                             | Grünes Häkchensymbol für ja |
| 1997 | Another World                      | Beborn Beton                |                             | Grünes Häkchensymbol für ja |
| 2012 | Asche                              | Stahlmann                   |                             | Grünes Häkchensymbol für ja |

## B
| Jahr | Titel             | Interpret    | Autor | Produzent                   |
| ---- | ----------------- | ------------ | ----- | --------------------------- |
| 2004 | Back to the River | Xandria      |       | Grünes Häkchensymbol für ja |
| 1997 | Bittersweet       | Beborn Beton |       | Grünes Häkchensymbol für ja |
| 2005 | Black and Silver  | Xandria      |       | Grünes Häkchensymbol für ja |
| 2004 | Black Flame       | Xandria      |       | Grünes Häkchensymbol für ja |
| 1998 | Blind             | Wolfsheim    |       | Grünes Häkchensymbol für ja |

## C
| Jahr | Titel           | Interpret      | Autor                       | Produzent                   |
| ---- | --------------- | -------------- | --------------------------- | --------------------------- |
| 2001 | Close Your Eyes | Unheilig       |                             | Grünes Häkchensymbol für ja |
| 1995 | Closer Still    | Wolfsheim      |                             | Grünes Häkchensymbol für ja |
| 2008 | Come 2 See      | Bernstein      |                             | Grünes Häkchensymbol für ja |
| 2012 | Coming Home     | StrawbellyCake | Grünes Häkchensymbol für ja | Grünes Häkchensymbol für ja |
| 1997 | Conspiracy      | Beborn Beton   |                             | Grünes Häkchensymbol für ja |
| 1997 | Corrida         | Matanza        | Grünes Häkchensymbol für ja | Grünes Häkchensymbol für ja |

## D
| Jahr | Titel                         | Interpret              | Autor                       | Produzent                   |
| ---- | ----------------------------- | ---------------------- | --------------------------- | --------------------------- |
| 1994 | Da da da                      | Nefkom feat. DJ Ghandi |                             | Grünes Häkchensymbol für ja |
| 2008 | Damals warst Du still         | Bernstein              |                             | Grünes Häkchensymbol für ja |
| 2012 | Damals warst Du still         | StrawbellyCake         |                             | Grünes Häkchensymbol für ja |
| 2005 | Dancer                        | Xandria                |                             | Grünes Häkchensymbol für ja |
| 2001 | Dare to Be Good               | Care Company           | Grünes Häkchensymbol für ja | Grünes Häkchensymbol für ja |
| 2011 | Das andere Ich                | Blutengel              |                             | Grünes Häkchensymbol für ja |
| 1998 | Das jüngste Gericht           | Witt                   |                             | Grünes Häkchensymbol für ja |
| 2008 | Das Meer und ich              | Bernstein              |                             | Grünes Häkchensymbol für ja |
| 1997 | Deeper (Reprise)              | Beborn Beton           |                             | Grünes Häkchensymbol für ja |
| 1997 | Deeper Than the Usual Feeling | Beborn Beton           |                             | Grünes Häkchensymbol für ja |
| 1998 | Die Flut                      | Witt / Heppner         |                             | Grünes Häkchensymbol für ja |
| 2001 | Die Macht                     | Unheilig               |                             | Grünes Häkchensymbol für ja |
| 2012 | Diener                        | Stahlmann              |                             | Grünes Häkchensymbol für ja |
| 2010 | Dieser Augenblick             | Alvarez vs. Heppner    | Grünes Häkchensymbol für ja | Grünes Häkchensymbol für ja |
| 2001 | Discover the World            | Unheilig               |                             | Grünes Häkchensymbol für ja |
| 2001 | Dolphins                      | Care Company           | Grünes Häkchensymbol für ja | Grünes Häkchensymbol für ja |
| 1992 | Don’t Stop                    | Touchdown              | Grünes Häkchensymbol für ja |                             |
| 2011 | Doomsday                      | Blutengel              |                             | Grünes Häkchensymbol für ja |
| 2011 | Down on My Knees              | Blutengel              |                             | Grünes Häkchensymbol für ja |

## E
| Jahr | Titel           | Interpret                            | Autor | Produzent                   |
| ---- | --------------- | ------------------------------------ | ----- | --------------------------- |
| 1996 | Earth           | Beborn Beton                         |       | Grünes Häkchensymbol für ja |
| 2011 | Ein Augenblick  | Blutengel                            |       | Grünes Häkchensymbol für ja |
| 2008 | Eisenwind       | Bernstein                            |       | Grünes Häkchensymbol für ja |
| 2012 | Eisenwind       | StrawbellyCake                       |       | Grünes Häkchensymbol für ja |
| 1997 | Eisplanet       | Beborn Beton feat. Wolfgang Günnewig |       | Grünes Häkchensymbol für ja |
| 1994 | Elias           | Wolfsheim                            |       | Grünes Häkchensymbol für ja |
| 2012 | Engel der Nacht | Stahlmann                            |       | Grünes Häkchensymbol für ja |
| 2004 | Eversleeping    | Xandria                              |       | Grünes Häkchensymbol für ja |

## F
| Jahr | Titel                           | Interpret    | Autor                       | Produzent                   |
| ---- | ------------------------------- | ------------ | --------------------------- | --------------------------- |
| 2001 | Fate by Faith                   | Care Company | Grünes Häkchensymbol für ja | Grünes Häkchensymbol für ja |
| 2005 | Fight Me                        | Xandria      |                             | Grünes Häkchensymbol für ja |
| 2004 | Fire of Universe                | Xandria      |                             | Grünes Häkchensymbol für ja |
| 1996 | Follow Me!                      | Secret Hope  |                             | Grünes Häkchensymbol für ja |
| 1992 | For Stern TV                    | Nine-O-Nine  | Grünes Häkchensymbol für ja |                             |
| 2008 | Fuego de vita (IKA Audio Remix) | Rosenstolz   | Grünes Häkchensymbol für ja |                             |

## G
| Jahr | Titel           | Interpret      | Autor                       | Produzent                   |
| ---- | --------------- | -------------- | --------------------------- | --------------------------- |
| 2001 | Gain Again      | Care Company   | Grünes Häkchensymbol für ja | Grünes Häkchensymbol für ja |
| 1997 | Game of Fools   | Beborn Beton   |                             | Grünes Häkchensymbol für ja |
| 1994 | Gay Inferno     | Terminatrix    | Grünes Häkchensymbol für ja | Grünes Häkchensymbol für ja |
| 1994 | Ghost in Rubber | Terminatrix    |                             | Grünes Häkchensymbol für ja |
| 2008 | Giganten        | Bernstein      |                             | Grünes Häkchensymbol für ja |
| 2012 | Giganten        | StrawbellyCake |                             | Grünes Häkchensymbol für ja |
| 2012 | Goetter         | Stahlmann      |                             | Grünes Häkchensymbol für ja |

## H
| Jahr | Titel                               | Interpret      | Autor | Produzent                   |
| ---- | ----------------------------------- | -------------- | ----- | --------------------------- |
| 1998 | Heroin, She Said                    | Wolfsheim      |       | Grünes Häkchensymbol für ja |
| 2012 | Herzschlag                          | Stahlmann      |       | Grünes Häkchensymbol für ja |
| 2008 | Home                                | Bernstein      |       | Grünes Häkchensymbol für ja |
| 2012 | Home                                | StrawbellyCake |       | Grünes Häkchensymbol für ja |
| 1989 | Hungry for Love (Hot-House Sex Mix) | Bad Boys Blue  |       | Grünes Häkchensymbol für ja |

## I
| Jahr | Titel                            | Interpret      | Autor                       | Produzent                   |
| ---- | -------------------------------- | -------------- | --------------------------- | --------------------------- |
| 2001 | I Won’t Cry                      | Nocomment      |                             | Grünes Häkchensymbol für ja |
| 1995 | Ich lad auf Dock 9               | Carlos Perón   | Grünes Häkchensymbol für ja |                             |
| 2001 | Ikarus                           | Unheilig       |                             | Grünes Häkchensymbol für ja |
| 1996 | Im inneren einer Frau            | Beborn Beton   |                             | Grünes Häkchensymbol für ja |
| 2008 | In 80 Tagen um die Welt          | Bernstein      |                             | Grünes Häkchensymbol für ja |
| 2005 | In Love with the Darkness        | Xandria        |                             | Grünes Häkchensymbol für ja |
| 2001 | In the Flow                      | Care Company   | Grünes Häkchensymbol für ja | Grünes Häkchensymbol für ja |
| 2001 | In the Name of Love              | Care Company   | Grünes Häkchensymbol für ja | Grünes Häkchensymbol für ja |
| 2001 | In the Night                     | Care Company   | Grünes Häkchensymbol für ja | Grünes Häkchensymbol für ja |
| 2005 | India                            | Xandria        |                             | Grünes Häkchensymbol für ja |
| 2001 | Inside of You                    | Care Company   | Grünes Häkchensymbol für ja | Grünes Häkchensymbol für ja |
| 2012 | Into the Light                   | StrawbellyCake | Grünes Häkchensymbol für ja | Grünes Häkchensymbol für ja |
| 2011 | Irgendwann                       | Blutengel      |                             | Grünes Häkchensymbol für ja |
| 1998 | It’s Hurting for the First Time  | Wolfsheim      |                             | Grünes Häkchensymbol für ja |
| 1993 | It’s Not Too Late (Don’t Sorrow) | Wolfsheim      |                             | Grünes Häkchensymbol für ja |

## K
| Jahr | Titel               | Interpret | Autor | Produzent                   |
| ---- | ------------------- | --------- | ----- | --------------------------- |
| 2004 | Keep My Secret Well | Xandria   |       | Grünes Häkchensymbol für ja |
| 2001 | Komm zu mir!        | Unheilig  |       | Grünes Häkchensymbol für ja |
| 1998 | Künstliche Welten   | Wolfsheim |       | Grünes Häkchensymbol für ja |

## L
| Jahr | Titel                            | Interpret                                                 | Autor                       | Produzent                   |
| ---- | -------------------------------- | --------------------------------------------------------- | --------------------------- | --------------------------- |
| 1994 | La signal analogue               | Nefkom feat. DJ Ghandi                                    | Grünes Häkchensymbol für ja | Grünes Häkchensymbol für ja |
| 1996 | Leave No Deed Undone             | Wolfsheim                                                 |                             | Grünes Häkchensymbol für ja |
| 2008 | Lichtwärts                       | Bernstein                                                 |                             | Grünes Häkchensymbol für ja |
| 2012 | Lichtwärts                       | StrawbellyCake                                            |                             | Grünes Häkchensymbol für ja |
| 1996 | Life Is a Distance               | Beborn Beton feat. Roger Sanchez Torres                   |                             | Grünes Häkchensymbol für ja |
| 2004 | Like a Rose on the Grave of Love | Xandria                                                   |                             | Grünes Häkchensymbol für ja |
| 2001 | Little Boy                       | Nocomment feat. Roger Sanchez Torres & José Alvarez-Brill |                             | Grünes Häkchensymbol für ja |
| 1998 | Love Is Strange                  | Wolfsheim                                                 |                             | Grünes Häkchensymbol für ja |

## M
| Jahr | Titel                           | Interpret    | Autor                       | Produzent                   |
| ---- | ------------------------------- | ------------ | --------------------------- | --------------------------- |
| 1995 | M 63 Galactic Anthem (Overture) | Carlos Perón | Grünes Häkchensymbol für ja |                             |
| 1996 | Mantrap – A Wish Come True      | Beborn Beton |                             | Grünes Häkchensymbol für ja |
| 1996 | Mantrap – The Seduction         | Beborn Beton |                             | Grünes Häkchensymbol für ja |
| 1997 | Matador                         | Matanza      |                             | Grünes Häkchensymbol für ja |
| 2012 | Mein Leib                       | Stahlmann    |                             | Grünes Häkchensymbol für ja |
| 1996 | Mindforce                       | Beborn Beton |                             | Grünes Häkchensymbol für ja |
| 2008 | Morgenstern                     | Bernstein    |                             | Grünes Häkchensymbol für ja |
| 2001 | My Bride Has Gone               | Unheilig     |                             | Grünes Häkchensymbol für ja |
| 2004 | My Scarlet Name                 | Xandria      |                             | Grünes Häkchensymbol für ja |

## N
| Jahr | Titel         | Interpret    | Autor                       | Produzent                   |
| ---- | ------------- | ------------ | --------------------------- | --------------------------- |
| 1997 | New Born King | Beborn Beton |                             | Grünes Häkchensymbol für ja |
| 1994 | No Jealousy   | Think! Big   | Grünes Häkchensymbol für ja | Grünes Häkchensymbol für ja |
| 2005 | Now & Forever | Xandria      |                             | Grünes Häkchensymbol für ja |
| 1993 | Now I Fall    | Wolfsheim    |                             | Grünes Häkchensymbol für ja |
| 1996 | Nowhere       | Beborn Beton |                             | Grünes Häkchensymbol für ja |

## O
| Jahr | Titel              | Interpret | Autor | Produzent                   |
| ---- | ------------------ | --------- | ----- | --------------------------- |
| 1996 | Old Man’s Valley   | Wolfsheim |       | Grünes Häkchensymbol für ja |
| 1998 | Once in a Lifetime | Wolfsheim |       | Grünes Häkchensymbol für ja |
| 2011 | Ordinary Darkness  | Blutengel |       | Grünes Häkchensymbol für ja |

## P
| Jahr | Titel    | Interpret                                                 | Autor                       | Produzent                   |
| ---- | -------- | --------------------------------------------------------- | --------------------------- | --------------------------- |
| 2008 | Paradies | Bernstein                                                 |                             | Grünes Häkchensymbol für ja |
| 2001 | Phoenix  | Nocomment feat. Roger Sanchez Torres & José Alvarez-Brill |                             | Grünes Häkchensymbol für ja |
| 2001 | Pictures | Care Company                                              | Grünes Häkchensymbol für ja | Grünes Häkchensymbol für ja |

## R
| Jahr | Titel              | Interpret      | Autor                       | Produzent                   |
| ---- | ------------------ | -------------- | --------------------------- | --------------------------- |
| 2004 | Ravenheart         | Xandria        |                             | Grünes Häkchensymbol für ja |
| 2011 | Reich mir die Hand | Blutengel      |                             | Grünes Häkchensymbol für ja |
| 2005 | Return to India    | Xandria        |                             | Grünes Häkchensymbol für ja |
| 1986 | Rumors             | Van & His Crew | Grünes Häkchensymbol für ja |                             |

## S
| Jahr | Titel               | Interpret    | Autor                       | Produzent                   |
| ---- | ------------------- | ------------ | --------------------------- | --------------------------- |
| 2000 | Sage Ja!            | Unheilig     |                             | Grünes Häkchensymbol für ja |
| 2011 | Save Me             | Blutengel    |                             | Grünes Häkchensymbol für ja |
| 2012 | Schmerz             | Stahlmann    |                             | Grünes Häkchensymbol für ja |
| 2001 | Secret Flame        | Care Company | Grünes Häkchensymbol für ja | Grünes Häkchensymbol für ja |
| 2008 | Siebenmeilenstiefel | Bernstein    |                             | Grünes Häkchensymbol für ja |
| 2001 | Silence             | Unheilig     |                             | Grünes Häkchensymbol für ja |
| 2001 | Silent Bloom        | Care Company | Grünes Häkchensymbol für ja | Grünes Häkchensymbol für ja |
| 2000 | Skin                | Unheilig     |                             | Grünes Häkchensymbol für ja |
| 1999 | Sleep Somehow       | Wolfsheim    |                             | Grünes Häkchensymbol für ja |
| 1996 | Sleepy Beauty       | Beborn Beton |                             | Grünes Häkchensymbol für ja |
| 2004 | Snow-White          | Xandria      |                             | Grünes Häkchensymbol für ja |
| 2004 | Some Like It Cold   | Xandria      |                             | Grünes Häkchensymbol für ja |
| 1997 | Spawn               | Beborn Beton |                             | Grünes Häkchensymbol für ja |
| 2001 | Spinning Wheel      | Care Company | Grünes Häkchensymbol für ja | Grünes Häkchensymbol für ja |
| 2012 | Spring nicht        | Stahlmann    |                             | Grünes Häkchensymbol für ja |
| 2001 | Stark               | Unheilig     |                             | Grünes Häkchensymbol für ja |
| 1997 | Stranger            | Beborn Beton |                             | Grünes Häkchensymbol für ja |

## T
| Jahr | Titel                              | Interpret                                             | Autor                       | Produzent                   |
| ---- | ---------------------------------- | ----------------------------------------------------- | --------------------------- | --------------------------- |
| 2008 | Tanz mein Engel                    | Bernstein                                             |                             | Grünes Häkchensymbol für ja |
| 2012 | Tanz mein Engel                    | StrawbellyCake                                        |                             | Grünes Häkchensymbol für ja |
| 2012 | Tanzmaschine                       | Stahlmann                                             |                             | Grünes Häkchensymbol für ja |
| 1994 | Terminatrix V.2.0 (Ready to Dance) | Terminatrix                                           | Grünes Häkchensymbol für ja | Grünes Häkchensymbol für ja |
| 2001 | The Bad and the Beautiful          | Unheilig                                              |                             | Grünes Häkchensymbol für ja |
| 1996 | The Colour of Love                 | Beborn Beton                                          |                             | Grünes Häkchensymbol für ja |
| 2011 | The End                            | Blutengel                                             |                             | Grünes Häkchensymbol für ja |
| 2005 | The End of Every Story             | Xandria                                               |                             | Grünes Häkchensymbol für ja |
| 1990 | The Hexer                          | Nine-O-Nine                                           | Grünes Häkchensymbol für ja |                             |
| 2004 | The Lioness                        | Xandria                                               |                             | Grünes Häkchensymbol für ja |
| 2011 | The Lost Children                  | Blutengel                                             |                             | Grünes Häkchensymbol für ja |
| 1994 | The Terminatrix Is Not at the Bar  | Terminatrix                                           | Grünes Häkchensymbol für ja | Grünes Häkchensymbol für ja |
| 1997 | The Truth                          | Beborn Beton                                          |                             | Grünes Häkchensymbol für ja |
| 2011 | The Watcher                        | Blutengel                                             |                             | Grünes Häkchensymbol für ja |
| 2003 | This Is for Love                   | Wolfsheim                                             |                             | Grünes Häkchensymbol für ja |
| 1996 | Time to Leave You                  | Beborn Beton feat. Heike Nebel & Roger Sanchez Torres |                             | Grünes Häkchensymbol für ja |
| 2004 | Too Close to Breathe               | Xandria                                               |                             | Grünes Häkchensymbol für ja |
| 2011 | Tränenherz (Outro)                 | Blutengel                                             |                             | Grünes Häkchensymbol für ja |
| 2011 | Tränenherz (Prologue)              | Blutengel                                             |                             | Grünes Häkchensymbol für ja |
| 1994 | Try Yourself                       | Think! Big                                            | Grünes Häkchensymbol für ja | Grünes Häkchensymbol für ja |
| 1998 | Twelve                             | Heppner                                               |                             | Grünes Häkchensymbol für ja |

## U
| Jahr | Titel             | Interpret | Autor | Produzent                   |
| ---- | ----------------- | --------- | ----- | --------------------------- |
| 2011 | Über den Horizont | Blutengel |       | Grünes Häkchensymbol für ja |
| 1996 | Übers Jahr        | Wolfsheim |       | Grünes Häkchensymbol für ja |
| 1998 | Und … ich lauf    | Witt      |       | Grünes Häkchensymbol für ja |
| 2011 | Undone            | Blutengel |       | Grünes Häkchensymbol für ja |
| 2001 | Untitled          | Unheilig  |       | Grünes Häkchensymbol für ja |
| 1996 | Upstairs          | Wolfsheim |       | Grünes Häkchensymbol für ja |

## V
| Jahr | Titel       | Interpret                          | Autor                       | Produzent                   |
| ---- | ----------- | ---------------------------------- | --------------------------- | --------------------------- |
| 2006 | Vielleicht? | José Alvarez-Brill & Peter Heppner | Grünes Häkchensymbol für ja | Grünes Häkchensymbol für ja |
| 2008 | Vorbei      | Peter Heppner                      | Grünes Häkchensymbol für ja | Grünes Häkchensymbol für ja |
| 2008 | Vorbei      | Peter Heppner feat. Moonrise       | Grünes Häkchensymbol für ja | Grünes Häkchensymbol für ja |

## W
| Jahr | Titel                              | Interpret      | Autor                       | Produzent                   |
| ---- | ---------------------------------- | -------------- | --------------------------- | --------------------------- |
| 2008 | Walter (London or Manchester)      | Peter Heppner  | Grünes Häkchensymbol für ja | Grünes Häkchensymbol für ja |
| 1994 | White Hell                         | Terminatrix    | Grünes Häkchensymbol für ja | Grünes Häkchensymbol für ja |
| 2005 | Who We Are (And Who We Want to Be) | Xandria        |                             | Grünes Häkchensymbol für ja |
| 2010 | Why Didn’t I Learn                 | StrawbellyCake |                             | Grünes Häkchensymbol für ja |
| 2005 | Widescreen                         | Xandria        |                             | Grünes Häkchensymbol für ja |
| 2008 | Will nur Wissen                    | Bernstein      |                             | Grünes Häkchensymbol für ja |
| 2001 | Willenlos                          | Unheilig       |                             | Grünes Häkchensymbol für ja |
| 2005 | Winterhearted                      | Xandria        |                             | Grünes Häkchensymbol für ja |
| 1994 | Without You                        | Think! Big     |                             | Grünes Häkchensymbol für ja |
| 2012 | Wohin du auch gehst                | StrawbellyCake | Grünes Häkchensymbol für ja | Grünes Häkchensymbol für ja |

## Z
| Jahr | Titel                                  | Interpret | Autor                       | Produzent |
| ---- | -------------------------------------- | --------- | --------------------------- | --------- |
| 2020 | Zeitwende (Rico Bernasconi Remix Edit) | Enna Le   | Grünes Häkchensymbol für ja |           |